# محارب

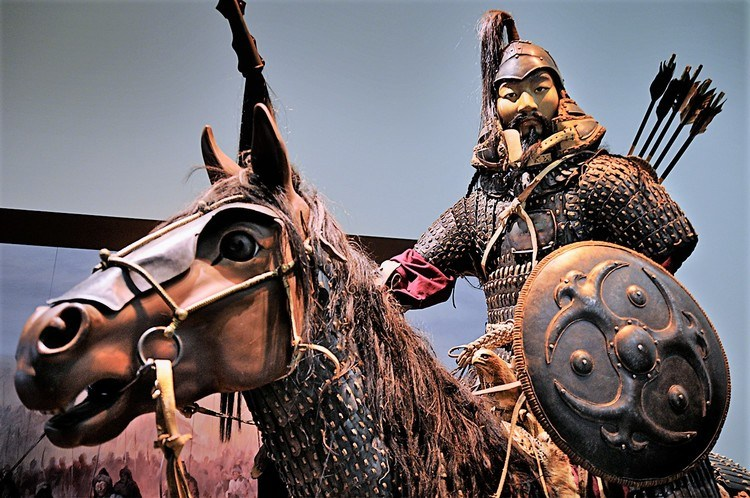
إعادة إحياء محارب على الفرسان من إمبراطورية المغول. كانت إمبراطورية المغول ثاني أكبر إمبراطورية في التاريخ وكان جيشها يحظى باحترام كبير ويخشى.

المحارب هو شخص متخصص في القتال أو الحرب كمهنة مؤسسية أو مهنية، لا سيما في سياق مجتمع ثقافة المحارب القبلي أو العشائري الذي يعترف بطائفة أو طبقة أو طبقة أرستقراطية محارب منفصلة.

## التاريخ

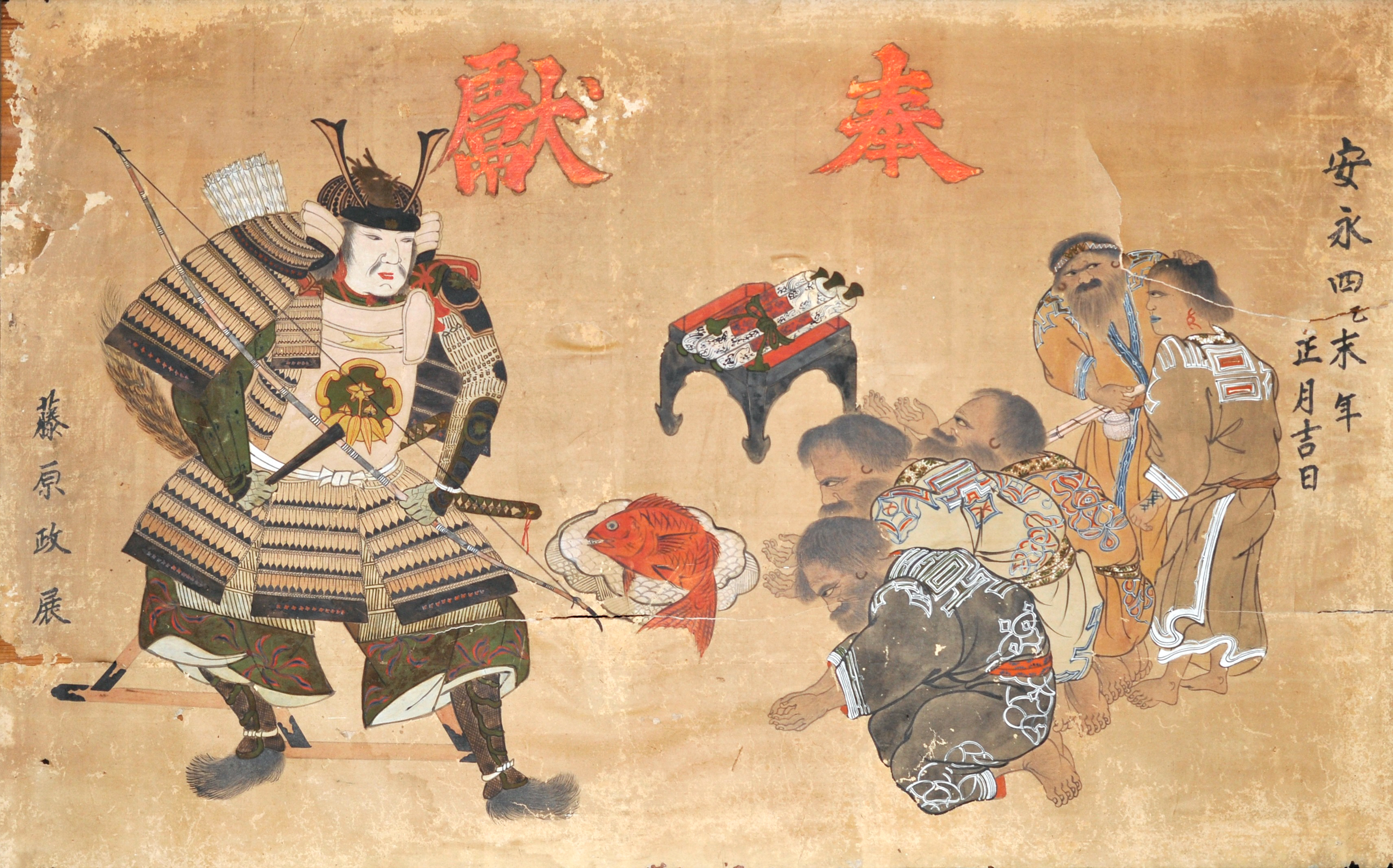
الساموراي، أحد أفراد طبقة المحاربين اليابانيين

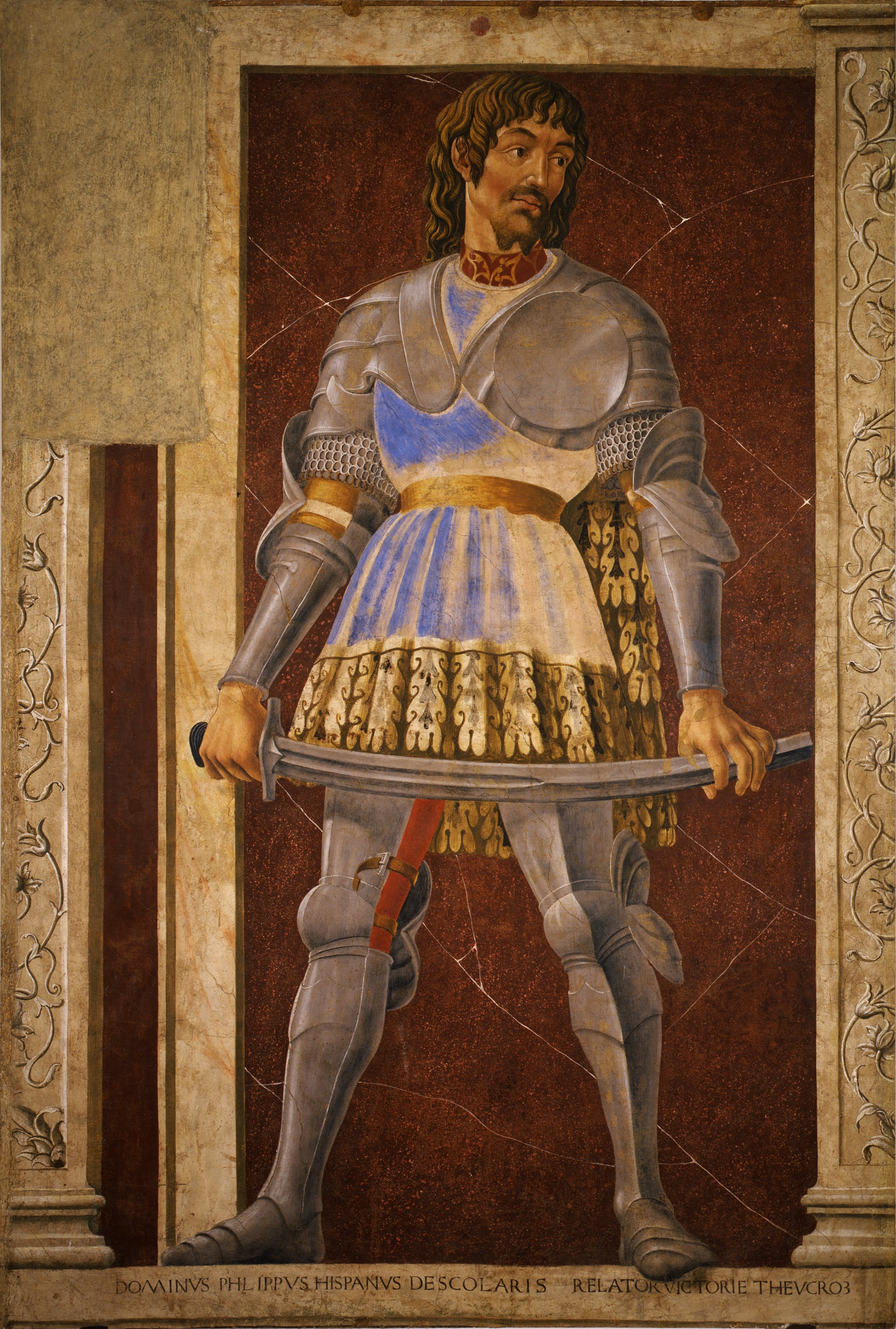
فارس القرن الرابع عشر بيبو سبانو، عضو في وسام التنين

يبدو أن المحاربين كانوا حاضرين في مجتمعات ما قبل الدولة الأولى. ظهرت معظم الأسلحة الأساسية التي استخدمها المحاربون قبل ظهور معظم الأنظمة الهرمية. كانت الأقواس والسهام، والهراوات، والرماح، والسيوف، وغيرها من الأسلحة ذات الحواف منتشرة على نطاق واسع. ومع ذلك، مع النتائج الجديدة لعلم المعادن، نمت الأسلحة المذكورة أعلاه من حيث الفعالية.
عندما تطورت الأنظمة الهرمية الأولى منذ 5000 عام، زادت الفجوة بين الحكام والمحكومين. في شن الحرب لتوسيع انتشار أراضيهم، غالبًا ما أجبر الحكام الرجال من الطبقات الدنيا في المجتمع على الدور العسكري. كان هذا هو أول استخدام للجنود المحترفين - وهو اختلاف واضح عن مجتمعات المحاربين.
أصبحت أخلاق المحارب في العديد من المجتمعات فيما بعد حكرا على الطبقة الحاكمة. كان الفراعنة المصريون يصورون أنفسهم في عربات حربية، أو يطلقون النار على الأعداء، أو يسحقون الآخرين بالهراوات. كان القتال يعتبر نشاطًا مرموقًا، ولكن فقط عندما يرتبط بالمكانة والسلطة. غالبًا ما يشعر فرسان ركوب الخيل الأوروبيون بالازدراء تجاه جنود المشاة المجندين من الطبقات الدنيا. في مجتمعات أمريكا الوسطى في أمريكا ما قبل كولومبوس، ظل جنود النخبة الأرستقراطية منفصلين عن الطبقات الدنيا من رماة الحجارة. كان الساموراي طبقة نبلاء عسكرية وراثية وطائفة ضابطة في اليابان من القرن الثاني عشر إلى أواخر القرن التاسع عشر.
على عكس معتقدات المحارب الطبقي والعشائري، الذي رأى الحرب كمكان لتحقيق الشجاعة والمجد، كانت الحرب مسألة عملية يمكن أن تغير مجرى التاريخ. أظهر التاريخ دائمًا أن الرجال من الرتب الدنيا سيقاتلون دائمًا النخب المحاربة من خلال نهج فردي ومتواضع للحرب، بشرط أن يكونوا منظمين ومجهزين عمليًا. كان هذا هو نهج الجحافل الرومانية التي لم يكن لديها سوى حافز الترقية، فضلاً عن مستوى صارم من الانضباط. عندما تطورت الجيوش الدائمة في أوروبا في القرنين السابع عشر والثامن عشر، كان الانضباط هو جوهر تدريبهم. كان للضباط دور في تحويل الرجال الذين اعتبروهم من الطبقة الدنيا ليصبحوا رجال مقاتلين موثوق بهم.

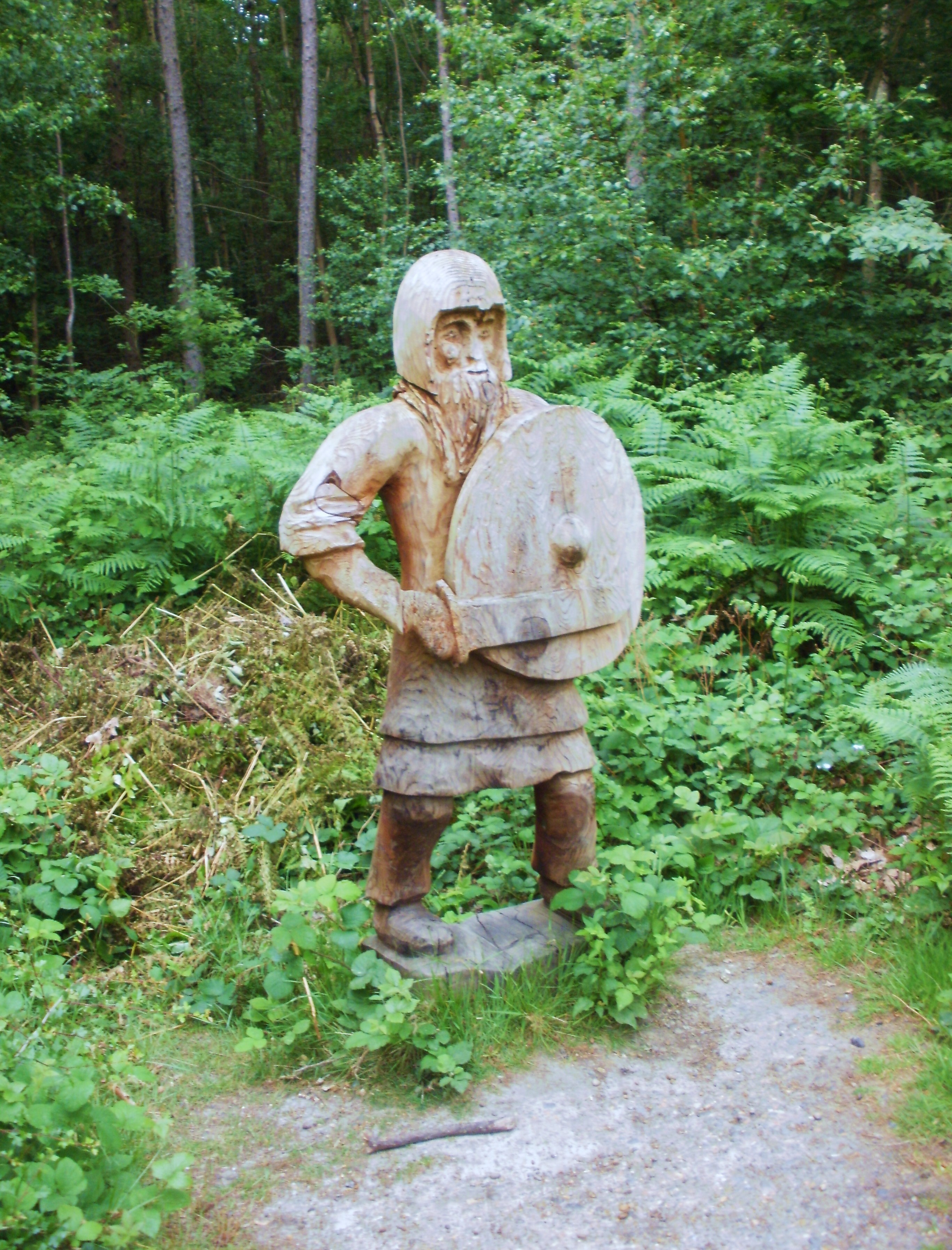
نحت خشبي لمحارب أنجلو ساكسوني في كنت، إنجلترا

مستوحاة من المثل اليونانية القديمة لـ «الجندي المواطن»، بدأت العديد من المجتمعات الأوروبية خلال عصر النهضة في دمج التجنيد الإجباري وتنشئة الجيوش من عامة الناس. كما لوحظ تغيير في الموقف، حيث طُلب من الضباط معاملة جنودهم باعتدال واحترام. على سبيل المثال، غالبًا ما كان الرجال الذين قاتلوا في الحرب الأهلية الأمريكية ينتخبون ضباطهم. مع حشد المواطنين في الجيوش الذي يصل أحيانًا إلى الملايين، غالبًا ما بذلت المجتمعات جهودًا للحفاظ على روح المحارب أو إحيائها. يستمر هذا الاتجاه حتى يومنا هذا. نظرًا للدلالات البطولية لمصطلح «المحارب»، فإن هذه الاستعارة تحظى بشعبية خاصة في المنشورات التي تدعو إلى تجنيد أو تجنيد جيش دولة ما.

## مجتمعات المحاربين
- آقنجي[8]
- أمازونيات
- أباتشي
- الحشاشون
- باتافي
- البيرسيركيين[9]
- بوغاتير[10]
- بويار[11]
- فارس مدرع
- الحرب لدى الكلت
- كومانشي
- كوندوتييرو[12]
- قوزاق[13]
- حملات صليبية[14]
- داتشيون
- غازي[15]
- غلادياتر
- جوركا
- الحشاشون[16]
- هيروليون
- جنود هسن
- عشيرة اسكتلندية[17]
- هوبليت[18]
- فرسان الإسبتارية[14]
- الهون
- الهكسوس
- هوارانغ[19]
- الفرس الخالدون[20]
- إنكشارية[21]
- زط
- جند
- كيشيون
- خالصة[22]
- قفجاق[23]
- فارس[24][25][26]
- فرسان الهيكل[14]
- كشاتريا[بحاجة لمصدر]
- مكابيون[27]
- المقدونيون القدماء
- مملوك[28]
- مراثيون
- ماوري[29]
- مغول
- مورو
- مدجاي
- منيا
- الصيادون[30]
- نير[31]
- نورمان
- أونا بوغيشا
- قرصنة
- راجبوت[32]
- المصابيح الحمراء
- رومان
- شعب الروس
- ساموراي[33]
- سكوثيون[34]
- سيمينول
- معبد شاولين[35]
- المحاربة[36]
- سو
- سباهية[37]
- فرسان تيوتون[14]
- فالكيري[38]
- الحرس الفارانجي
- فايكنج[39]
- فيراجو
- وينوك[40]